# VELO體育中心
VELO體育中心是一座位於美國加利福尼亞州卡森的自由車館。它是目前美國唯一採用此類自行車道的。前名為ADT活動中心或LA自由車館，於2004年啟用，是加州州立大學多明格斯山分校校區中尊嚴健康體育公園的一部分。 本館由安舒茨娛樂集團 (AEG)經營管理。

## 奧運相關

### 2028年夏季奧運會
在2028年夏季奧林匹克運動會期間，VELO體育中心預計將舉辦室內場地自由車和現代五項擊劍賽事。

## 外部連結
- dignityhealthsportspark.com: official VELO Sports Center website （页面存档备份，存于）

| 前任： 墨爾本體育館 墨爾本 | 世界場地自由車錦標賽 場館 2005 | 繼任： 波爾多自由車館 波爾多 |